# Cappella Neapolitana
Cappella Neapolitana precedentemente nota come Cappella della Pietà de' Turchini  è un ensemble di musica antica, con sede a Napoli, che si occupa di riscoprire le opere di compositori della Scuola Musicale Napoletana, in modo particolare dell'epoca barocca.

## Storia
La Cappella Neapolitana è un ensemble specializzato nel repertorio musicale napoletano, vocale e strumentale, dei sec. XVII e XVIII. Fondato  nel 1984 dal direttore d'orchestra e musicologo Antonio Florio, l'ensemble è tra i più prestigiosi del panorama internazionale.
La Cappella si dedica al recupero e valorizzazione del patrimonio musicale di scuola napoletana, a volte ricostruendo parti mancanti delle composizioni sulla base dei manoscritti ritrovati. I suoi sforzi sono particolarmente indirizzati al recupero delle composizioni di autori come Francesco Provenzale, Giovanni Salvatore, Cristoforo Caresana, Leonardo Vinci, Gaetano Veneziano, avvalendosi spesso della collaborazione del musicologo Dinko Fabris.. Conclusasi la collaborazione quasi ventennale con il Centro di Musica Antica Pietà de' Turchini grazie al quale ha prodotto un gran numero di CD e DVD, Florio continua la sua attività insieme ai musicisti che collaborano con lui da sempre. Il nuovo gruppo, con il nome Cappella Neapolitana di Antonio Florio oggi incide per l'etichetta spagnola Glossa. 
Recentissima la collaborazione di Florio e del suo gruppo con il violoncellista Giovanni Sollima, che ha scritto e dedicato una sua composizione all'ensemble, registrata recentemente in un cd,.
Florio iniziò le sue registrazioni con l'etichetta discografica Symphonia. Passò poi alla Opus111 fondata da Yolanta Skura per la produzione di un ambizioso progetto che prevedeva la realizzazione della collana Tesori di Napoli, originariamente prevista in 50 CD. Il progetto non fu portato a termine e cessò nel 2000 quando la Opus 111 venne acquisita dalla Naïve. Florio, dal 1997 costantemente esibitosi con il suo ensemble nella Chiesa di Santa Caterina da Siena sede del Centro di Musica Antica Pietà de' Turchini di Napoli ove era in residenza, è stato invitato ad esibirsi su palcoscenici importanti (Accademia di Santa Cecilia di Roma, Teatro di San Carlo, Palau de la Música di Barcellona, Berliner Philharmonie, Wiener Konzerthaus, Teatro Lope de Vega di Siviglia, Associazione Scarlatti di Napoli, Teatro La Monnaie) e ha preso parte ai maggiori festival di musica antica europei: Festival Monteverdi di Cremona, Festival di Versailles, Nancy, Nantes, Metz, Caen, Ambronay, Festival de Otoño di Madrid, Festival di Musica Antica di Tel Aviv, Barcellona, Potsdam, BBC Early Music Festival, Cité de la Musique di Parigi, Saison Musicale de la Fondation Royamount, Festival “Mozart” di La Coruña.

## Discografia

### Symphonia
- Vespro Solenne (Napoli 1632). G. M. Sabino, Majello, Bartolo. (Symphonia 91S04) 1993
- Cantate Napoletane Vol.I Oh cielo, oh amore. (Symphonia 91S09)
- Lo Monteverde Voltato a lo Napolitano. Cerronio, A. Sabino, G.M. Sabino, F. Sabino, Falconieri, Stella (Symphonia 93S19)
- Sui palchi delle stelle - Musica sacra nei all'epoca di Provenzale (Symphonia93S20) 1994
- Cantate Napoletane Vol.II Cantate, Canzonette e Dialoghi. Provenzale, Gaetano Greco (Symphonia 94S29) 1995
- Magnificat anima mea – Il Culto Mariano e l'Oratorio Filippino nella Napoli del'600 Antonio Nola, Fabrizio Dentice ("passeggiati da Donatello Coya"), Beatus Vir by Provenzale, Magnificat by Salvatore. (Symphonia 95138) 1996
- Cantate Napoletane Vol.III L'Amante Impazzito. Faggioli, Provenzale, Durante (Symphonia 96147)

### Opus 111
- Caresana. 'Per la Nascita del Verbo'. La caccia del toro. La tarantella. La pastorale. Florio (Opus111) Tesori di Napoli Vol.1, reissued 2007.
- Provenzale. Passione. Salvatore. Stabat Mater. Litanie (Opus111) Tesori di Napoli Vol.2
- L'Opera Buffa Napoletana. Leo. Arias from L'Alidoro. La Fente zengare. Vinci. Arias. Florio (Opus111) 1996 Tesori di Napoli Vol.3.
- Provenzale. sacred opera: La colomba ferita 1672 (2CD)  Florio (Opus111) Tesori di Napoli Vol. 4
- Provenzale. Vespro. 8 psalms. Caresana Vanitas vanitatum. (Opus111) 1998 Tesori di Napoli Vol.5
- Provenzale. Motetti – 4 motets for 2 sopranos. Avitrano sonatas. (Opus111) 1999 Tesori di Napoli Vol.6
- Napolitane - villanelle, arie, moresche 1530-1570. Luigi Dentice, G.D. da Nola, da Milano, Fontana, di Maio, et.al. Ensemble Micrologus and Cappella de' Turchini. (Opus 111) 1999 (Awards Diapason d'Or de l'année) Tesori di Napoli Vol.7
- Leonardo Vinci. Li zite 'ngalera (The Lovers on the Galley) commedia per musica - opera buffa in Neapolitan dialect(2CD) (Opus111) Tesori di Napoli Vol.8
- Jommelli. Veni Creator Spiritus. Jommelli, Nicola Porpora, Barbella, Sabatino, and Cafaro. (Opus111) 1999 Tesori di Napoli Vol.9
- Giuseppe Cavallo (d.1684). oratorio: Il Giudizio universale 1681. (Opus111) Tesori di Napoli Vol.10.
- Gaetano Latilla. La Finta Cameriera (Naples, 1738) 2CD (Opus111 30-275/276) Tesori di Napoli Vol. 11
- Festa Napolitana – Giramo, Giaccio, Piccinni, Negri, Cottrau. (Opus111) 2001 Tesori di Napoli Vol.12.
- Jommelli. intermezzo: Don Trastullo (Opus111) 2002 Tesori di Napoli Vol. 13
- Paisiello Pulcinella vendicato (Opus111) Tesori di Napoli Vol.14
- Francesco Cavalli. Statira, Principessa di Persia. 2CD (OP 30382 Naïve) 2004 Tesori di Napoli Vol.15
- Provenzale. La bella devozione – Pangue lingua. Dialogo per la Pascua II. Caresana Missa a 8 Florio (Opus111) Tesori di Napoli Vol.16
- Napoli/Madrid - Vinci, Nebra, Petrini. Cantate e Intermezzi. (Opus111/Naïve OP 30274) 2007

### Altre etichette
- Badia. La Fuga in Egitto. Florio (ORF). recorded for radio 1996, released 2001
- Provenzale. Missa Defuntorum. Caresana. Dixit Dominus. Florio (Eloquentia) 2007 - Production at Centro di Musica Antica Pietà de' Turchini
- P.A. Fiocco (1654–1714, father) Missa concertata quinti toni. Sacri concerti. Florio (Cyprès 3615) 2009
- Cantate napolitane del ‘700. Fiorenza, Grillo, Leo, de Majo, Ugolino. (Eloquentia) 2009 - Production at Centro di Musica Antica Pietà de' Turchini
- Leo. L'Alidoro (The golden wings) comic opera. Production at Reggio Emilia e Centro di Musica Antica Pietà de' Turchini, February 2008, DVD Dynamic - 2009 (Award: Diapason d’or)
- (HANDEL). Aci, Galatea e Polifemo. Recorded at Teatro Carignano, Turin - June 2009. Project of the Centro di Musica Antica Pietà de' Turchini. Co-production with Teatro Regio di Torino with Teatro di San Carlo di Napoli - DVD Dynamic - 2009

### Glossa
- Caresana. L'Adoratione de' Maggi - 4 Christmas cantatas, Partenope, secular cantata, 2011* Gaetano Veneziano. Tenebrae, 2011
- reissue of 3 vols of Neapolitan cantatas 1991-96 as Il Canto della Sirena 2011 Provenzale et al. Glossa GCD 922603 (3 CDs Reissue of Symphonia SY91S09, SY94S29, & SY96147). Pino De Vittorio, tenor.
- Il viaggio di Faustina. Roberta Invernizzi. Arias for Faustina Bordoni. Bononcini, Hasse, Porpora, Mancini and Vinci. Glossa, in preparation 2012.
- Il Tesoro di San Gennaro. Nicola Fago, A. & D. Scarlatti, Caresana and Veneziano. Glossa.[7]